# Fahrenheit (computerspel)
Fahrenheit (bekend als Indigo Prophecy in Noord-Amerika) is een interactieve film ontwikkeld door het Franse Quantic Dream. Het spel werd uitgegeven door Atari en kwam in 2005 uit voor de PlayStation 2, Windows en de Xbox. 28 januari 2015 kwam een remaster met de naam Fahrenheit: Indigo Prophecy Remastered uit voor iOS, Linux, OS X, Windows. Ontwikkeld door Aspyr Media in samenwerking met Quantic Dream, heeft het spel vernieuwde graphics en ondersteunt het spel veel hogere beeldresoluties.
Fahrenheit is het tweede spel van Quantic Dream en kreeg wereldwijd positieve recensies. Het spel ontving daarnaast ook enkele onderscheidingen, waaronder "beste verhaal" en "beste avonturenspel" van GameSpot.

## Trivia
- Het spel is opgenomen in het boek 1001 Video Games You Must Play Before You Die van Tony Mott.